# Cardinal (strugure)
Cardinal (numit și Apostoliatiko, Karaburnu Rannii, Kardinal, Rannii Carabournu) este un soi de struguri de masă. 

## Istoric
Soiul a fost obținut în 1939, de către Elmer Snyder de la Horticultural Field Station of Fresno, California fiind rezultat din încrucișarea soiurilor Flame Seedless și Ribier. În Statele Unite ale Americii, Bulgaria, Croația, Franța, Italia, România și Spania soiul este folosit de masă tipic, pentru a mânca și de a produce stafide. În Thailanda și Vietnam este utilizat pe scară largă în producția de vin.

## Descriere
Este un soi de struguri de masă cu termen timpuriu de coacere. Este foarte răspândit în țările Europei de Sud-Est. Are strugurii de o lungime de 19–28 cm, de o formă cilindro-conică. Densitatea boabelor este dispersată. Pedunculul ciorchinelui este lung (6–8 cm) și de culoare verde. Masa ciorchinelui este de 340–510 g. Boabele sunt foarte mari (cu lungimea de 21–29 mm și lățimea de 18–23 mm), rotund ovale sau ovale, de culoare roșie-violetă, acoperite cu pruină fumurie. Pielița este densă, dar ușor comestibilă iar pulpa este suculent-cărnoasă, crocantă. În bobițe sunt 2-4 semințe mari. Gustul strugurilor este plăcut, cu un aromat slab tămâios. Masa a 100 bobițe este de 800–1100 g.